# Alcis iterata
Alcis iterata là một loài bướm đêm trong họ Geometridae.